# Manual de identidade visual
Manual de identidade visual, também conhecido como Manual de identidade visual corporativa ou simplesmente por Manual de marca é um documento técnico, concebido por designers gráficos, contendo um conjunto de recomendações, especificações e normas essenciais para a utilização de uma determinada marca, com o objetivo de preservar suas propriedades visuais e facilitar a correta propagação, percepção, identificação e memorização da marca.
As recomendações, especificações e normas geralmente tratam de:
- explicar a lógica construtiva da marca - dos elementos que a compõem (ex. símbolo, logotipo e designações;
- estabelecer as variações formais da marca (ex. assinaturas vertical, horizontal etc.);
- explicar a organização dos elementos que compõem a marca em cada variação formal (ex. símbolo, logotipo e designações;
- estabelecer as dimensões mínimas de reprodução para preservar a legibilidade em função de cada um dos diversos meios de reprodução gráfica, assim como nas diversas mídias disponíveis no mercado;
- indicar as especificações técnicas das cores utilizadas na marca, para garantir a fidelidade da cor em cada um dos diversos meios de reprodução gráfica, assim como nas diversas mídias disponíveis no mercado.
- regulamentar a aplicação da marca em diferentes condições de impressão e fundos de cor.
- explicar aspectos particulares da marca no contexto e complexidade onde esta vai funcionar.
- demonstrar algumas situações de aplicação da marca a serem evitadas
- explicar a essência da marca através dos arquétipos, que tem como base o estudo do psiquiatra Carl Jung

Um Manual de Identidade Visual pode ser mais ou menos extenso em função da complexidade do contexto onde a marca a que se refere terá de funcionar. Por exemplo, um manual para uma marca de uma agência de viagens poderá requerer menos especificações que por exemplo, o manual para uma marca de uma rede de supermercados - onde neste caso, pode existir a necessidade de especificar as soluções de aplicação da marca em uniformes, veículos, embalagens, sinalização exterior, interior etc.